# DEB-Pokal der Frauen 2007
Der DEB-Pokal der Frauen 2007 wurde vom 17. bis 18. März 2007 im Olympia-Eissport-Zentrum in Garmisch-Partenkirchen ausgetragen. Der Tabellenfünfte EC Bergkamen errang den Pokalsieg der Saison 2006/07.

## Modus und Teilnehmer
Zum ersten Male waren die besten Mannschaften der Meisterschaft für den Pokal qualifiziert, dessen Bedeutung dadurch enorm aufgewertet wurde – galt er doch bislang als Trostpreis für die Mannschaften, die das Meisterschaftsfinale nicht erreichten. Die sechs Teilnehmer wurden nach ihrer Platzierung (gerade/ungerade) in zwei Gruppen aufgeteilt. Danach erfolgten Spiele gegen den Gleichplatzierten der anderen Gruppe.
| Ligaplatzierung | Verein        |
| --------------- | ------------- |
| 1.              | OSC Berlin    |
| 3.              | SC Riessersee |
| 5.              | EC Bergkamen  |

| Ligaplatzierung | Verein              |
| --------------- | ------------------- |
| 2.              | ESC Planegg/Würmtal |
| 4.              | SV Kornwestheim     |
| 6.              | Grefrather EC       |

## Vorrunde

### Gruppe A
| 17. März 2007 8:00 Uhr | OSC Berlin | 4:3 (0:1, 1:0, 3:2) | SC Riessersee | Zuschauer: 52 |

| 17. März 2007 11:40 Uhr | SC Riessersee | 4:5 n. P. (2:2, 2:1, 0:1) | EC Bergkamen | Zuschauer: 120 |

| 17. März 2007 15:20 Uhr | OSC Berlin Anja Scheytt (13:28) Anja Scheytt (28:05) | 2:3 (1:0, 1:1, 0:2) | EC Bergkamen Andrea Lanzl (21:08) Claudia Weltermann (35:19), (39:54) | Zuschauer: 105 |

Tabelle
| Platz | Verein        | S3 | S2 | N1 | N0 | Tore | Punkte |
| ----- | ------------- | -- | -- | -- | -- | ---- | ------ |
| 1     | EC Bergkamen  | 2  | 0  | 0  | 0  | 8:6  | 6      |
| 2     | OSC Berlin    | 1  | 0  | 0  | 1  | 6:6  | 3      |
| 3     | SC Riessersee | 0  | 0  | 0  | 2  | 7:9  | 0      |

### Gruppe B
| 17. März 2007 9:50 Uhr | ESC Planegg/Würmtal | 3:2 (0:0, 2:1, 1:1) Spielbericht | SV Kornwestheim | Zuschauer: 88 |

| 17. März 2007 13:30 Uhr | SV Kornwestheim | 3:0 (1:0, 1:0, 1:0) Spielbericht | Grefrather EC | Zuschauer: 80 |

| 17. März 2007 17:10 Uhr | ESC Planegg/Würmtal | 5:2 (3:1, 1:1, 1:0) Spielbericht | Grefrather EC | Zuschauer: 82 |

Tabelle
| Platz | Verein              | S3 | S2 | N1 | N0 | Tore | Punkte |
| ----- | ------------------- | -- | -- | -- | -- | ---- | ------ |
| 1     | ESC Planegg/Würmtal | 2  | 0  | 0  | 0  | 8:4  | 6      |
| 2     | SV Kornwestheim     | 1  | 0  | 0  | 1  | 5:3  | 3      |
| 3     | Grefrather EC       | 0  | 0  | 0  | 2  | 2:8  | 0      |

## Endrunde

### Spiel um Platz 5
| 18. März 2007 9:00 Uhr | SC Riessersee | 2:1 (0:0, 1:1, 1:0) Spielbericht | Grefrather EC | Zuschauer: 64 |

### Spiel um Platz 3
| 18. März 2007 11:30 Uhr | OSC Berlin | 4:2 (0:0, 2:0, 2:2) Spielbericht | SV Kornwestheim | Zuschauer: 130 |

### Finale
| 18. März 2007 14:00 Uhr | EC Bergkamen Nicole Schmitten (16:56) Andrea Lanzl (26:09) Britta Schwethelm (PS) | 3:2 n. P. (1:0, 1:0, 0:2) Spielbericht | ESC Planegg/Würmtal Christine Berndaner (40:56) Christine Berndaner (59:01) | Garmisch-Partenkirchen Zuschauer: 220 |

## Endstand
Der EC Bergkamen konnte sich zum zweiten Male hintereinander nach 2006 den Pokal sichern.
| Platz | Verein              |
| ----- | ------------------- |
|       | EC Bergkamen        |
|       | ESC Planegg/Würmtal |
|       | OSC Berlin          |
| 4.    | SV Kornwestheim     |
| 5.    | SC Riessersee       |
| 6.    | Grefrather EC       |